# 阿羅約康塞普西翁
阿羅約康塞普西翁是玻利維亞的城鎮，位於該國東南部，由聖克魯斯省負責管轄，距離首府聖克魯斯660公里，海拔高度105米，每年平均降雨量超過1,000毫米，2010年人口5,060。

## 外部連結
- Detailkarte der Provinz Germán Busch

19°01′21″S 57°42′35″W / 19.0225°S 57.7097°W